# Operação Mãos Limpas

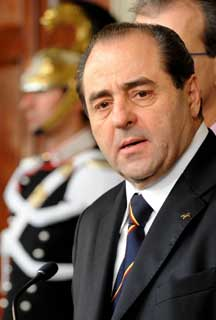
Antonio Di Pietro.

A Operação Mãos Limpas  (em italiano:  Mani pulite), inicialmente chamada Caso Tangentopoli (em português, 'cidade do suborno' ou 'cidade da propina', termo cunhado por Piero Colaprico, cronista do jornal la Repubblica, referindo-se à cidade de Milão), foi uma investigação judicial de grande envergadura realizada na Itália. A operação teve início em Milão  e visava esclarecer casos de corrupção durante a década de 1990 (no período de 1992 a 1996) na sequência do escândalo do Banco Ambrosiano, revelado em 1982, que implicava a Máfia, o Banco do Vaticano e a loja maçônica P2.
A Operação Mãos Limpas, coordenada pelo Procurador da República Antonio Di Pietro, levou ao fim da chamada Primeira República Italiana (1948 – 1994) e a profundas mudanças no quadro partidário, com o desaparecimento de vários partidos políticos. Muitos políticos e industriais cometeram suicídio quando os seus crimes foram descobertos, enquanto outros se tornaram foragidos, dentro e fora do país.

## História
Deflagrada após testemunhos do dissidente da KGB Vladimir Bukovski e do ex-mafioso Tommaso Buscetta, a operação descobriu licitações irregulares e o uso do poder público em benefício particular e de partidos políticos. Comprovou ainda que empresários pagavam propinas a  políticos para vencer licitações de construção de ferrovias, auto-estradas, prédios públicos, estádios e obras civis em geral.
Com apoio e sob pressão da opinião pública, a Mãos Limpas teve como consequências o fim da chamada Primeira República  e a extinção de muitos partidos políticos, levando muitos industriais, políticos, advogados e magistrados à prisão, enquanto outros envolvidos realizaram fugas espetaculares e 12 pessoas se suicidaram. Durante a campanha da operação Mãos Limpas, 2 993 mandados de prisão foram expedidos; 6 059 pessoas estiveram sob investigação, incluindo 872 empresários, 1 978 administradores locais e 438 parlamentares, dos quais quatro haviam sido primeiros-ministros.
A publicidade gerada pela operação Mãos Limpas revelou à opinião pública que a vida política e administrativa de Milão - e da  Itália em geral - estava mergulhada na corrupção, com o pagamento de propinas para a concessão de todos os contratos do governo, daí a criação do termo "Tangentopoli" ou "cidade do suborno".
A operação Mãos Limpas chegou a alterar a correlação de forças na disputa política da Itália, reduzindo o poder de partidos que haviam dominado o cenário político italiano. Todos os quatro partidos no governo em 1992, a Democracia Cristã (DC), o Partido Socialista Italiano (PSI), o Partido Social-Democrata Italiano e o Partido Liberal Italiano, desapareceram posteriormente, de algum modo. O Partido Democrático da Esquerda, o Partido Republicano e o Movimento Social Italiano foram os únicos partidos de expressão nacional a sobreviver, e apenas o Partido Republicano manteve a sua denominação.

## Ligações Externas
- Marco Travaglio, Peter Gomez, Gianni Barbacetto. Operação Mãos Limpas:A Verdade Sobre a Operação Italiana que Inspirou a Lava Jato (c/ Introdução do Juiz Sérgio Moro). Porto Alegre: CDG, 2016  ISBN 978-85-6801-429-5.